# Odozana sixola
Odozana sixola är en fjärilsart som beskrevs av William Schaus 1911. Odozana sixola ingår i släktet Odozana och familjen björnspinnare. Inga underarter finns listade i Catalogue of Life.